# Some Bride
Some Bride er en amerikansk stumfilm fra 1919 af Henry Otto.

## Medvirkende
- Viola Dana som Patricia Morley
- Irving Cummings som Henry Morley
- Ruth Sinclair som Victoria French
- Billy Mason som Geoffrey Patten
- Florence Carpenter som Jane Grayson